# Военно-морские силы Греции
Военно-морские силы Греции (греч. Ελληνικό Πολεμικό Ναυτικό, Эллинико́ Полемико́ Нафтико́ — Военный флот Греции, либо просто Πολεμικό Ναυτικό, сокр. ΠΝ — Военный флот) — второй по старшинству вид Вооружённых сил Греции, предназначенный для выполнения морских операций. В состав греческих военно-морских сил входят фрегаты, ракетные и торпедные катера, подводные лодки, канонерки, сторожевики, тральщики, десантные и вспомогательные корабли, а также самолёты и вертолёты морской авиации. Управление ВМС осуществляет Главный военно-морской штаб (Γενικό Επιτελείο Ναυτικού).

## История
Во времена существования Королевства Греция греческие ВМС назывались «Королевскими»: греч. Ελληνικό Βασιλικό Ναυτικό (Эллинико́ Василико́ Нафтико́) — Королевский флот Греции, либо просто Βασιλικό Ναυτικό (ΒΝ) — Королевский флот. Название было установлено в 1833 году первым королём Греции Оттоном I из династии Виттельсбахов, и просуществовало до провозглашения Второй Греческой республики в 1924 году.

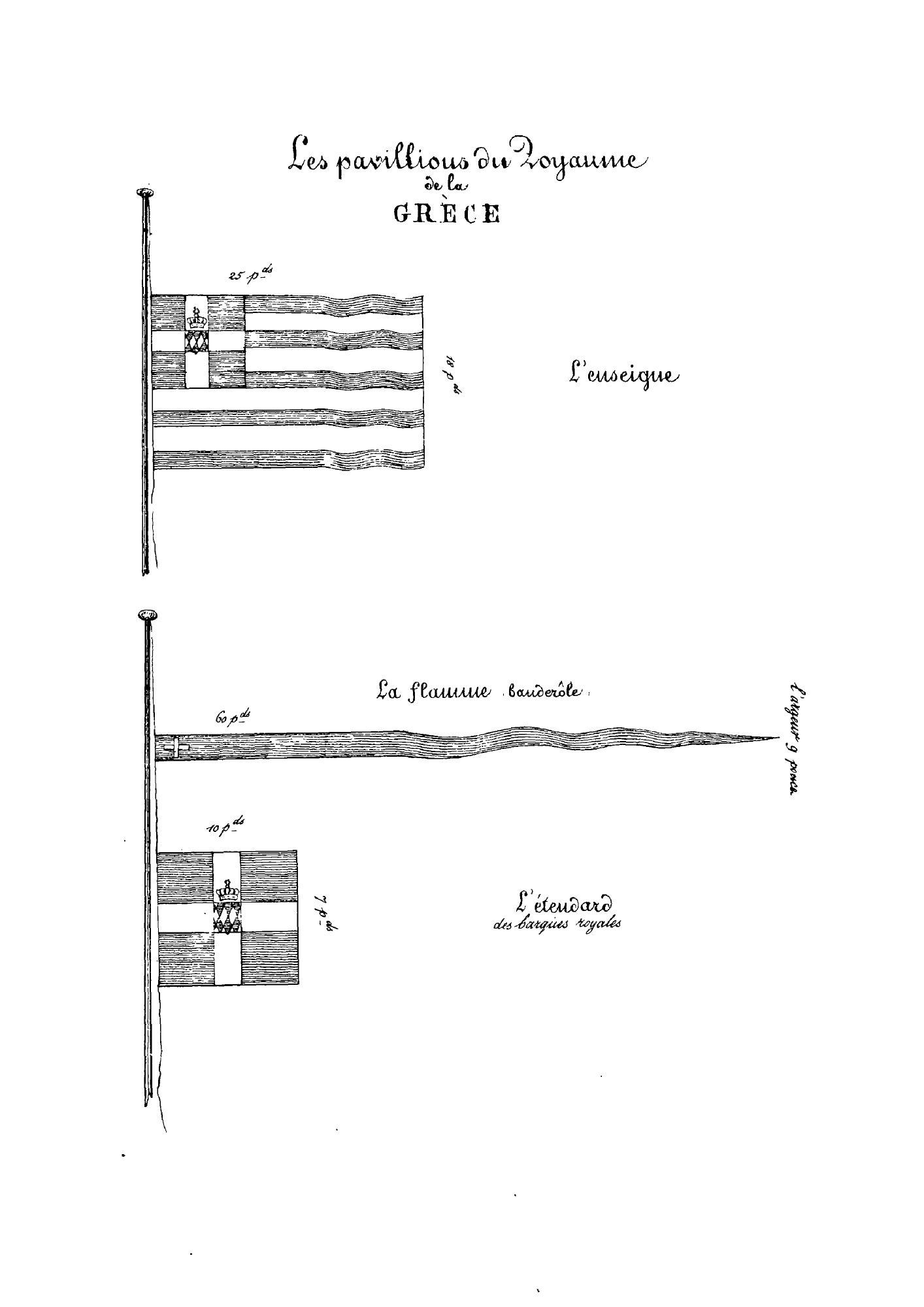
Первое официальное опубликование изображений флага, вымпела и гюйса Королевского флота Греции в «Выпуске правительственного вестника» (Φύλλο της Εφημερίδας της Κυβερνήσεως, сокр. ΦΕΚ) № 21 от 3 июня 1833 года.

Повторно ВМС Греции получили название «Королевские» в 1936 году после военно-монархического переворота и восстановления монархии в ноябре 1935 года, сохраняя данное название и в дальнейшем: в период «режима 4 августа», а затем во время пребывания греческого правительства в изгнании в период оккупации Греции странами «оси» и в последующей Гражданской войне 1946—1949 годов. Де-юре, название «Королевские» греческие ВМС сохраняли до 1973 года, то есть до отмены монархии в июле 1973 года при режиме «чёрных полковников» (после свержения «чёрных полковников» все нормативно-правовые акты хунты новым правительством Греции были признаны недействительными, поэтому образованием Третьей Греческой республики считается повторное упразднение монархии в декабре 1974 года). Однако де-факто, название «Королевские» перестало использоваться после введения режимом «чёрных полковников» института регентства и «узаконивание» его греческой Конституцией 1968 года (после неудачной попытки антихунтовского переворота, организованной последним королём Греции Константином II из династии Глюксбургов, и его последующего бегства в Италию в декабре 1967 года).
Подготовка будущих офицеров ВМС ведётся в Греческой военно-морской академии.

## Пункты базирования
ВМБ Саламин37°58′10″ с. ш. 23°31′40″ в. д. (Саламин).
ВМБ Суда35°29′46″ с. ш. 24°08′51″ в. д. (Крит, бухта Суда).

## Боевой состав

### Военно-морской флот

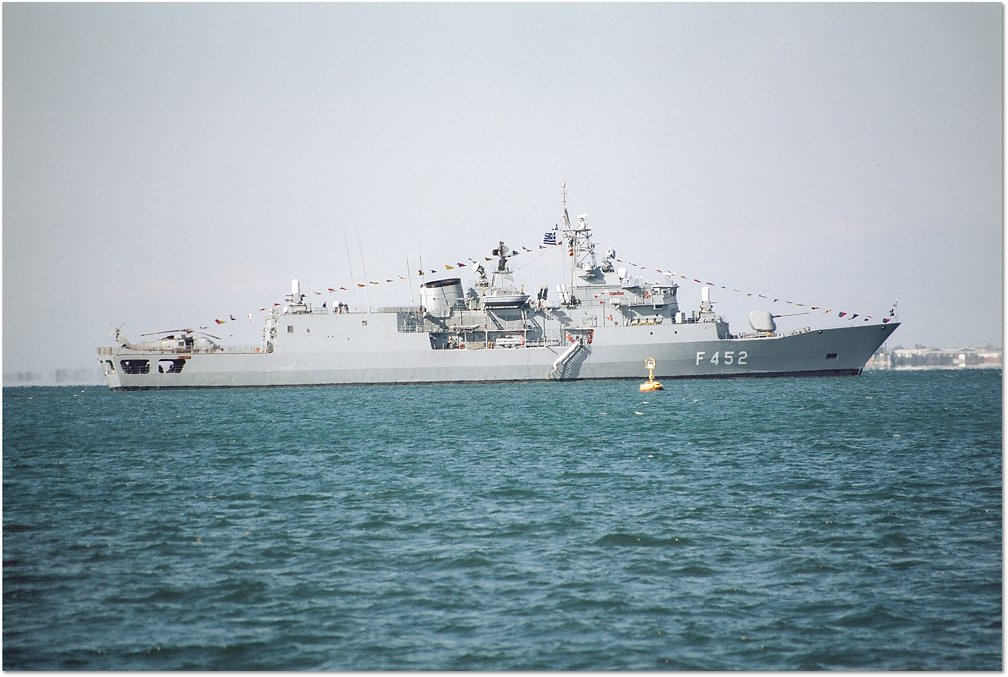
Многоцелевой фрегат «Идра» (F452), 2009 год.

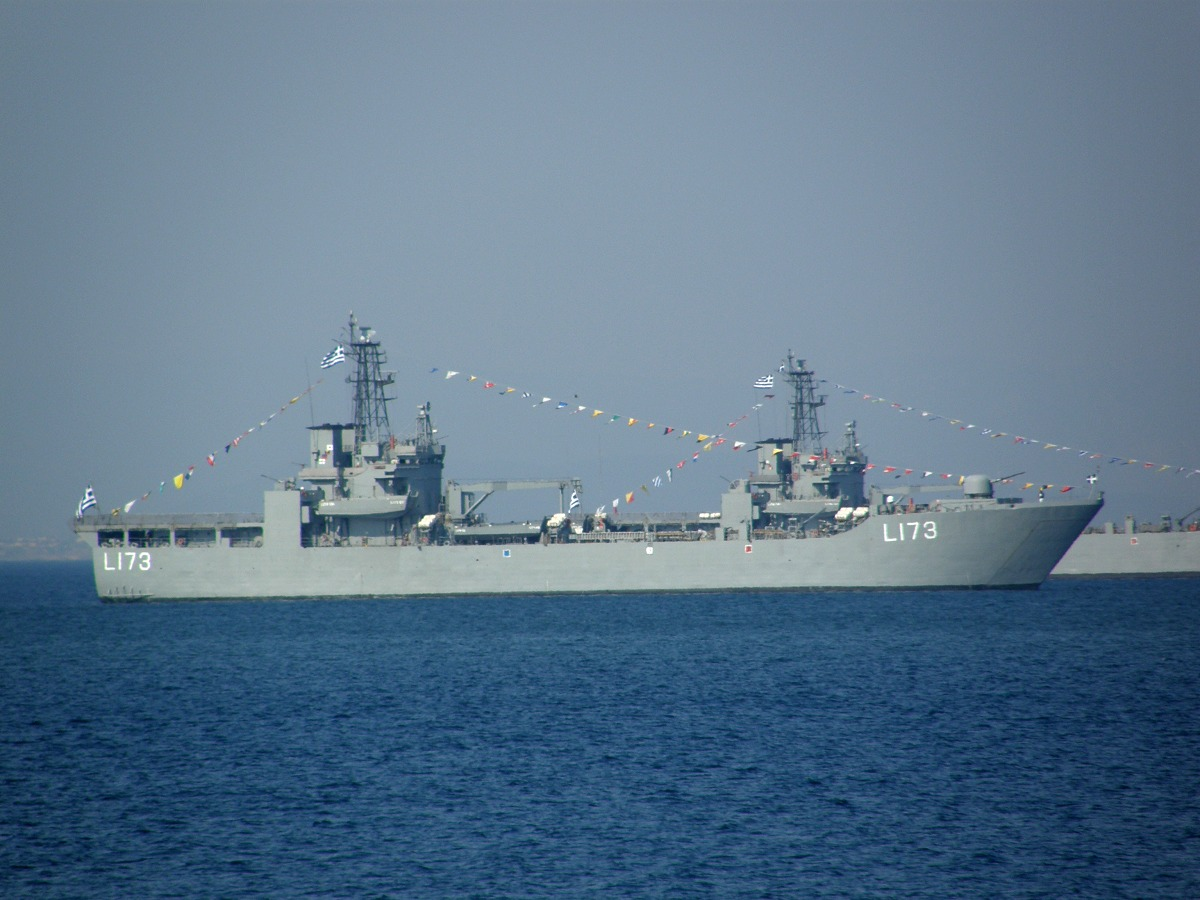
Большой десантный корабль «Хиос» (L173), 2008 год.

| Тип                                                        | Бортовой номер  | Наименование      | В составе флота       | Состояние                               | Примечания |
| Подводные лодки                                            | Подводные лодки | Подводные лодки   | Подводные лодки       | Подводные лодки                         | Подводные лодки |
| ---------------------------------------------------------- | --------------- | ----------------- | --------------------- | --------------------------------------- | --- |
| подводная лодка типа 209/1100                              | S110            | «Гла́фкос»         | с 6 ноября 1971 года  | списана                                 | |
| подводная лодка типа 209/1100                              | S111            | «Нире́фс»          | с 19 июня 1972 года   | в строю                                 | |
| подводная лодка типа 209/1100                              | S112            | «Три́тон»          | с 11 ноября 1972 года | в строю                                 | |
| подводная лодка типа 209/1100                              | S113            | «Проте́фс»         | с 16 марта 1973 года  | в строю                                 | |
| подводная лодка типа 209/1200                              | S116            | «Посейдо́н»        | с 17 мая 1979 года    | в строю                                 | |
| подводная лодка типа 209/1200                              | S117            | «Амфитри́ти»       | с 3 июля 1979 года    | в строю                                 | |
| подводная лодка типа 209/1200                              | S118            | «Океано́с»         | с 1 января 1980 года  | в строю                                 | |
| подводная лодка типа 209/1200                              | S119            | «По́нтос»          | с 18 апреля 1980 года | в строю                                 | |
| подводная лодка типа 214                                   | S120            | «Папаниколи́с»     | 2 ноября 2010         | в строю                                 | |
| подводная лодка типа 214                                   | S121            | «Пипи́нос»         | нет данных            | строится                                | заложена 6 октября 2014 |
| подводная лодка типа 214                                   | S122            | «Матро́зос»        | нет данных            | строится                                | заложена в феврале 2014 |
| подводная лодка типа 214                                   | S123            | «Катсо́нис»        | нет данных            | строится                                | заложена в июне 2015 |
| Фрегаты                                                    |                 |                   |                       |                                         | |
| фрегат типа МЕКО 200 HN                                    | F452            | «И́дра»            | 12 ноября 1992        | в строю                                 | |
| фрегат типа МЕКО 200 HN                                    | F453            | «Спе́тсе»          | 24 октября 1996       | в строю                                 | |
| фрегат типа МЕКО 200 HN                                    | F454            | «Псара́»           | 30 апреля 1998        | в строю                                 | |
| фрегат типа МЕКО 200 HN                                    | F455            | «Салами́с»         | 16 декабря 1998       | в строю                                 | |
| фрегат типа «Standard»                                     | F450            | «Э́лли»            | 10 октября 1981       | в строю                                 | ex-Pieter Florisz |
| фрегат типа «Standard»                                     | F451            | «Ли́мнос»          | 18 сентября 1982      | в строю                                 | ex-Witte de With |
| фрегат типа «Standard»                                     | F459            | «Адри́ас»          | 26 июля 1979          | в строю                                 | ex-Callenburgh |
| фрегат типа «Standard»                                     | F460            | «Эге́он»           | 29 октября 1980       | в строю                                 | ex-Banckert |
| фрегат типа «Standard»                                     | F461            | «Навари́нон»       | 24 апреля 1980        | в строю                                 | ex-Van Kinsbergen |
| фрегат типа «Standard»                                     | F462            | «Кунтурио́тис»     | 26 октября 1978       | в строю                                 | ex-Kortenaer |
| фрегат типа «Standard»                                     | F463            | «Бубули́на»        | 14 декабря 2001       | выведен из эксплуатации 18 февраля 2013 | ex-PIETER FLORISZ |
| фрегат типа «Standard»                                     | F464            | «Кана́рис»         | 14 апреля 1983        | в строю                                 | ex-Jan van Brakel |
| фрегат типа «Standard»                                     | F465            | «Фемистокли́с»     | 24 октября 2003       | в строю                                 | ex-Koninkljke Marine |
| фрегат типа «Standard»                                     | F466            | «Никифо́рос Фока́с» | 19 ноября 2004        | в строю                                 | ex-Bloys van Treslong |
| Ракетные катера                                            |                 |                   |                       |                                         | |
| ракетный катер типа «La Combattante» III                   | P20             | «Ла́скос»          | нет данных            | в строю                                 | |
| ракетный катер типа «La Combattante» III                   | P21             | «Бле́ссас»         | нет данных            | в строю                                 | |
| ракетный катер типа «La Combattante» III                   | P22             | «Мико́ниос»        | нет данных            | в строю                                 | |
| ракетный катер типа «La Combattante» III                   | P23             | «Трупа́кис»        | нет данных            | в строю                                 | |
| ракетный катер типа «La Combattante» IIIb                  | P24             | «Кавалу́дис»       | нет данных            | в строю                                 | |
| ракетный катер типа «La Combattante» IIIb                  | P26             | «Дегиа́ннис»       | нет данных            | в строю                                 | |
| ракетный катер типа «La Combattante» IIIb                  | P27             | «Ксе́нос»          | нет данных            | в строю                                 | |
| ракетный катер типа «La Combattante» IIIb                  | P28             | «Семитзо́пулос»    | нет данных            | в строю                                 | |
| ракетный катер типа «La Combattante» IIIb                  | P29             | «Стара́кис»        | нет данных            | в строю                                 | |
| ракетный катер типа 148                                    | P72             | «Во́тсис»          | 18 февраля 1994       | в строю                                 | ex-STORCH (S-52) |
| ракетный катер типа 148                                    | P73             | «Пезо́пулос»       | 18 февраля 1994       | в строю                                 | построен на верфи Normandy в Шербуре (Франция) для немецкого флота 8 января 1973 года как ILTIS P6142.                            |
| ракетный катер типа 148                                    | P74             | «Влаха́вас»        | нет данных            | списан                                  | |
| ракетный катер типа 148                                    | P75             | «Марида́кис»       | нет данных            | в строю                                 | |
| ракетный катер типа 148                                    | P76             | «Турна́с»          | нет данных            | списан                                  | |
| ракетный катер типа 148                                    | P77             | «Саки́пис»         | нет данных            | списан                                  | |
| ракетный катер типа «Руссен»                               | P67             | «Руссе́н»          | нет данных            | в строю                                 | |
| ракетный катер типа «Руссен»                               | P68             | «Данио́лос»        | нет данных            | в строю                                 | |
| ракетный катер типа «Руссен»                               | P69             | «Кристалли́дис»    | нет данных            | в строю                                 | |
| Артиллерийские катера                                      |                 |                   |                       |                                         | |
| атиллерийский катер типа «Оспри» 55                        | P18             | «Арматоло́с»       | нет данных            | в строю                                 | |
| атиллерийский катер типа «Оспри» 55                        | P19             | «Навма́хос»        | нет данных            | в строю                                 | |
| атиллерийский катер типа «Оспри» 55                        | P57             | «Ка́сос»           | нет данных            | в строю                                 | |
| атиллерийский катер типа «Оспри» 55                        | P61             | «Полемисти́с»      | нет данных            | в строю                                 | |
| артиллерийский катер типа 420                              | Р63             | «До́кса»           | нет данных            | в строю                                 | |
| артиллерийский катер типа 420                              | Р64             | «Элефтери́я»       | нет данных            | в строю                                 | |
| атиллерийский катер типа «Эшвилл» 55                       | P229            | «То́лми»           | нет данных            | в строю                                 | |
| атиллерийский катер типа «Эшвилл» 55                       | P230            | «Орми́»            | нет данных            | в строю                                 | |
| атиллерийский катер типа «Оспри» HSY 56A                   | P266            | «Махити́с»         | нет данных            | в строю                                 | |
| атиллерийский катер типа «Оспри» HSY 56A                   | P267            | «Никифо́рос»       | нет данных            | в строю                                 | |
| атиллерийский катер типа «Оспри» HSY 56A                   | P268            | «Аи́ттитос»        | нет данных            | в строю                                 | |
| атиллерийский катер типа «Оспри» HSY 56A                   | P269            | «Кратэо́с»         | нет данных            | в строю                                 | |
| Сторожевые катера                                          |                 |                   |                       |                                         | |
| торпедный катер типа «Тьельд»                              | P196            | «Андроме́да»       | 6 февраля 1967        | в строю                                 | один из шести катеров этого класса, которые были построены на норвежской верфи Mandal: INIOCHOS, KASTOR, KYKNOS, PIGASOS, TOXOTIS |
| торпедный катер типа «Тьельд»                              | P198            | «Ки́кнос»          | нет данных            | в строю                                 | доставлен в Грецию в 1967 году транспортным судном NAFKRATOUSA вместе с однотипными катерами: KASTOR, PIGASOS, TOXOTIS            |
| торпедный катер типа «Тьельд»                              | P199            | «Пи́гасос»         | нет данных            | в строю                                 | |
| торпедный катер типа «Тьельд»                              | P228            | «Токсо́тис»        | нет данных            | в строю                                 | |
| сторожевой катер типа «Эстрель»                            | P286            | «Ди́опос Антони́у»  | 4 декабря 1975        | в строю                                 | построен на верфи Chantier naval de l’Esterel в Каннах (Франция)                                                                  |
| сторожевой катер типа «Эстрель»                            | P287            | «Келефсти́с Ста́му» | 28 июля 1975          | в строю                                 | |
| Противоминные корабли                                      |                 |                   |                       |                                         | |
| противоминный корабль типа «Хант»                          | М62             | «Эвро́пи»          | 31 июля 2000          | в строю                                 | ex-HMS BICESTER M-36 |
| противоминный корабль типа «Хант»                          | М63             | «Каллисто́»        | 6 февраля 2001        | в строю                                 | ex-HMS BERKELEY Μ-40 |
| охотник за минами типа «Оспри»                             | М61             | «Эвни́ки»          | 16 марта 2007         | в строю                                 | ех-USS PELICAN number 53 |
| охотник за минами типа «Оспри»                             | М64             | «Калипсо́»         | 16 марта 2007         | в строю                                 | ех-USS HERON number 52 |
| нет данных                                                 | М211            | «Алкио́н»          | нет данных            | в строю                                 | |
| нет данных                                                 | М214            | «А́вра»            | нет данных            | в строю                                 | |
| нет данных                                                 | М248            | «Аидо́н»           | нет данных            | в строю                                 | |
| Десантные корабли                                          |                 |                   |                       |                                         | |
| большой десантный корабль типа «Джейсон»                   | L173            | «Хи́ос»            | нет данных            | в строю                                 | |
| большой десантный корабль типа «Джейсон»                   | L174            | «Са́мос»           | нет данных            | в строю                                 | |
| большой десантный корабль типа «Джейсон»                   | L175            | «Икари́я»          | нет данных            | в строю                                 | |
| большой десантный корабль типа «Джейсон»                   | L176            | «Ле́сбос»          | нет данных            | в строю                                 | |
| большой десантный корабль типа «Джейсон»                   | L177            | «Ро́дос»           | нет данных            | в строю                                 | |
| малый десантный корабль на воздушной подушке проекта 12322 | L180            | «Кефаллини́я»      | нет данных            | в строю                                 | |
| малый десантный корабль на воздушной подушке проекта 12322 | L181            | «Ита́ки»           | нет данных            | в строю                                 | |
| малый десантный корабль на воздушной подушке проекта 12322 | L182            | «Ке́ркира»         | нет данных            | в строю                                 | |
| малый десантный корабль на воздушной подушке проекта 12322 | L183            | «За́кинтос»        | нет данных            | в строю                                 | |
| десантный катер типа 520                                   | L167            | «И́ос»             | нет данных            | в строю                                 | |
| десантный катер типа 520                                   | L170            | «Фоле́йандрос»     | нет данных            | в строю                                 | |
| десантный катер типа 520                                   | L179            | «Па́фос»           | нет данных            | в строю                                 | |
| Вспомогательные корабли                                    |                 |                   |                       |                                         | |
|                                                            | А               | ""                | нет данных            | в строю                                 | |
| постановщик буёв типа…                                     | А370            | «Те́тис»           | с 9 апреля 1960 года  | в строю                                 | |
|                                                            | А374            | «Промите́фс»       | нет данных            | в строю                                 | |
|                                                            | А464            | «Аксио́с»          | нет данных            | в строю                                 | |
|                                                            | А470            | «Алиа́кмон»        | нет данных            | в строю                                 | |
| Танкеры                                                    |                 |                   |                       |                                         | |
|                                                            | А468            | «Каллирро́и»       | нет данных            | в строю                                 | |
|                                                            | А466            | «Трихо́нис»        | нет данных            | в строю                                 | |
|                                                            | А476            | «Дира́ни»          | нет данных            | в строю                                 | |
|                                                            | А433            | «Керки́ни»         | нет данных            | в строю                                 | |
|                                                            | А434            | «Пре́спа»          | нет данных            | в строю                                 | |
|                                                            | А469            | «Стимфали́я»       | нет данных            | в строю                                 | |
|                                                            | А375            | «Зе́фс»            | нет данных            | в строю                                 | |
|                                                            | А416            | «Урано́с»          | нет данных            | в строю                                 | |
|                                                            | А417            | «Ипери́он»         | нет данных            | в строю                                 | |
|                                                            | А376            | «Ори́он»           | нет данных            | в строю                                 | |
| Буксиры                                                    |                 |                   |                       |                                         | |
|                                                            | А412            | «Э́ас»             | нет данных            | в строю                                 | |
|                                                            | А432            | «Ги́гас»           | нет данных            | в строю                                 | |
|                                                            | А424            | «Иа́сон»           | нет данных            | в строю                                 | |
|                                                            | А436            | «Ми́нос»           | нет данных            | в строю                                 | |
|                                                            | А421            | «Не́стор»          | нет данных            | в строю                                 | |
|                                                            | А437            | «Пели́ас»          | нет данных            | в строю                                 | |
|                                                            | А429            | «Персе́фс»         | нет данных            | в строю                                 | |
|                                                            | А411            | «Ада́мастос»       | нет данных            | в строю                                 | |
|                                                            | А438            | «Эге́фс»           | нет данных            | в строю                                 | |
|                                                            | А439            | «Атрефс»          | нет данных            | в строю                                 | |
|                                                            | А440            | «Диоми́дис»        | нет данных            | в строю                                 | |
|                                                            | А423            | «Иракли́с»         | нет данных            | в строю                                 | |
|                                                            | А425            | «Одиссе́фс»        | нет данных            | в строю                                 | |
|                                                            | А413            | «Пиле́фс»          | нет данных            | в строю                                 | |
|                                                            | А442            | «Ромале́ос»        | нет данных            | в строю                                 | |
|                                                            | А441            | «Тисе́фс»          | нет данных            | в строю                                 | |
|                                                            | А430            | «А́тлас»           | нет данных            | в строю                                 | |
|                                                            | А431            | «Ахилле́фс»        | нет данных            | в строю                                 | |
| Плавучие краны                                             |                 |                   |                       |                                         | |
|                                                            | ПГ4             | нет               | нет данных            | в строю                                 | |
|                                                            | ПГ6             | нет               | нет данных            | в строю                                 | |
|                                                            | ПГ8             | нет               | нет данных            | в строю                                 | |

## Техника и вооружение

### Морская авиация
Данные о технике и вооружении авиации ВМС Греции взяты с официальной страницы Военно-морских сил Греции.
| Тип                        | Производство | Назначение                 | Количество | Примечания                                                       |          |
| Самолёты                   | Самолёты     | Самолёты                   | Самолёты   | Самолёты                                                         | Самолёты |
| -------------------------- | ------------ | -------------------------- | ---------- | ---------------------------------------------------------------- | -------- |
| Lockheed P-3 Orion         | США          | морской патрульный самолёт | нет данных | используется ВВС Греции                                          |          |
| Вертолёты                  |              |                            |            |                                                                  |          |
| Agusta-Bell AB 212 ASW     | Италия       | противолодочный вертолёт   | нет данных | итальянская лицензионная версия американского вертолёта Bell 212 |          |
| Sikorsky S-70B Aegean Hawk | США          | противолодочный вертолёт   | нет данных |                                                                  |          |

### Морская пехота

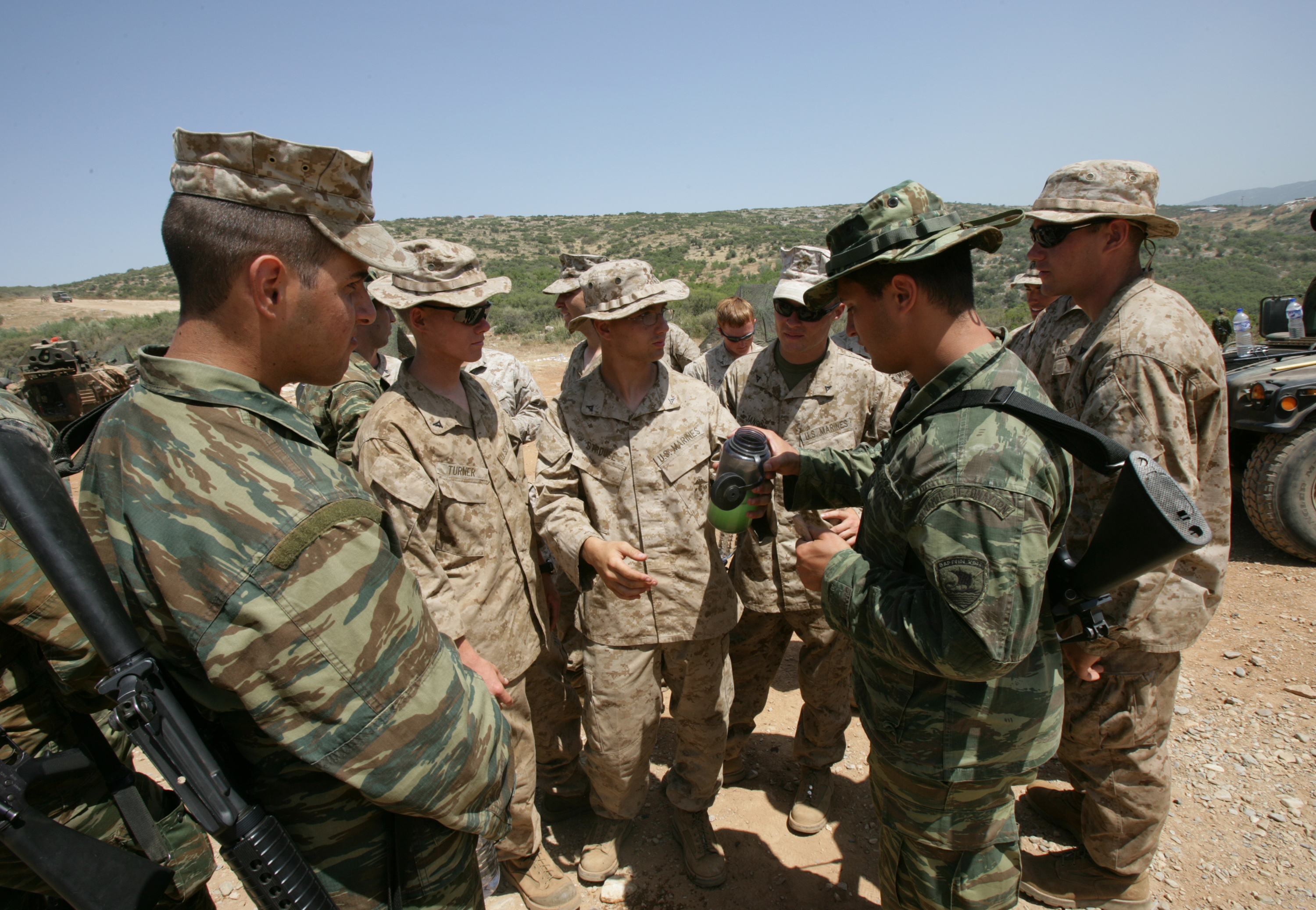
Учения 32-й бригады морской пехоты ВС Греции, обучают специалисты из состава Корпуса морской пехоты США. Греция, 11 июня 2009 года.

Морская пехота в состав ВМС Греции не входит, а состоит в составе сухопутных войск ВС Греции и представлена 32-й бригадой морской пехоты.

## Морские флаги

### Флаги кораблей и судов
| Флаг | Гюйс | Вымпел военных кораблей |
| ---- | ---- | ----------------------- |
|      |      |                         |

#### Исторические
| Династия Виттельсбахов        |                               |                               |                                            |
| 1833—1858 гг.                 | 1833—1858 гг.                 | 1858—1862 гг.                 | 1858—1862 гг.                              |
| Флаг                          |                               |                               |                                            |
|                               |                               |                               |                                            |
|                               |                               |                               |                                            |
| Династия Глюксбургов          |                               |                               |                                            |
| 1863—1924 гг. и 1935—1970 гг. | 1863—1924 гг. и 1935—1970 гг. | 1863—1924 гг. и 1935—1970 гг. | 1970—1973 гг. (режим «чёрных полковников») |
| Флаг                          | Гюйс                          | Гюйс                          | Флаг                                       |
|                               |                               |                               |                                            |

### Флаги должностных лиц

#### Исторические
| Королевский морской штандарт (династия Виттельсбахов) | Королевский морской штандарт (династия Виттельсбахов) | Королевский брейд-вымпел (династия Глюксбургов) |
| 1833—1858 гг.                                         | 1858—1862 гг.                                         | 1936—1967 гг.                                   |
|                                                       |                                                       |                                                 |

## Знаки различия

### Адмиралы и офицеры
| Категории               | Адмиралы      | Адмиралы     | Адмиралы     | Адмиралы      | Старшие офицеры | Старшие офицеры | Старшие офицеры | Младшие офицеры   | Младшие офицеры   | Младшие офицеры |
| ----------------------- | ------------- | ------------ | ------------ | ------------- | --------------- | --------------- | --------------- | ----------------- | ----------------- | --------------- |
| Погон                   |               |              |              |               |                 |                 |                 |                   |                   |                 |
| Нарукавный знак         |               |              |              |               |                 |                 |                 |                   |                   |                 |
| Греческое звание        | Ναύαρχος      | Αντιναύαρχος | Υποναύαρχος  | Αρχιπλοίαρχος | Πλοίαρχος       | Αντιπλοίαρχος   | Πλωτάρχης       | Υποπλοίαρχος      | Ανθυποπλοίαρχος   | Σημαιοφόρος     |
| Транслитерация          | На́вархос      | Антина́вархос | Ипона́вархос  | Архипли́архос  | Пли́архос        | Антипли́архос    | Плота́рхис       | Ипопли́архос       | Антипопли́архос    | Симеофо́рос      |
| Российское соответствие | Адмирал флота | Адмирал      | Вице-адмирал | Контр-адмирал | Капитан 1 ранга | Капитан 2 ранга | Капитан 3 ранга | Капитан-лейтенант | Старший лейтенант | Лейтенант       |

### Сержанты и матросы
| Погон                   |               | нет              | нет                 | нет                 | нет            | нет    |
| Нарукавный знак         |               |                  |                     |                     |                |        |
| Матросы срочной службы  |               |                  |                     |                     |                |        |
| Нет данных              |               |                  |                     |                     |                |        |
| Военнослужащие-женщины  |               |                  |                     |                     |                |        |
| Греческое звание        | Ανθυπασπιστής | Αρχικελευστής    | Επικελευστής        | Κελευστής           | Δίοπος         | Ναύτης |
| Транслитерация          | Антипасписти́с | Архикелефсти́с    | Эпикелефсти́с        | Келефсти́с           | Ди́опос         | На́фтис |
| Российское соответствие | Мичман        | Главный старшина | Старшина 1-й статьи | Старшина 2-й статьи | Старший матрос | Матрос |

## Знаки на головные уборы

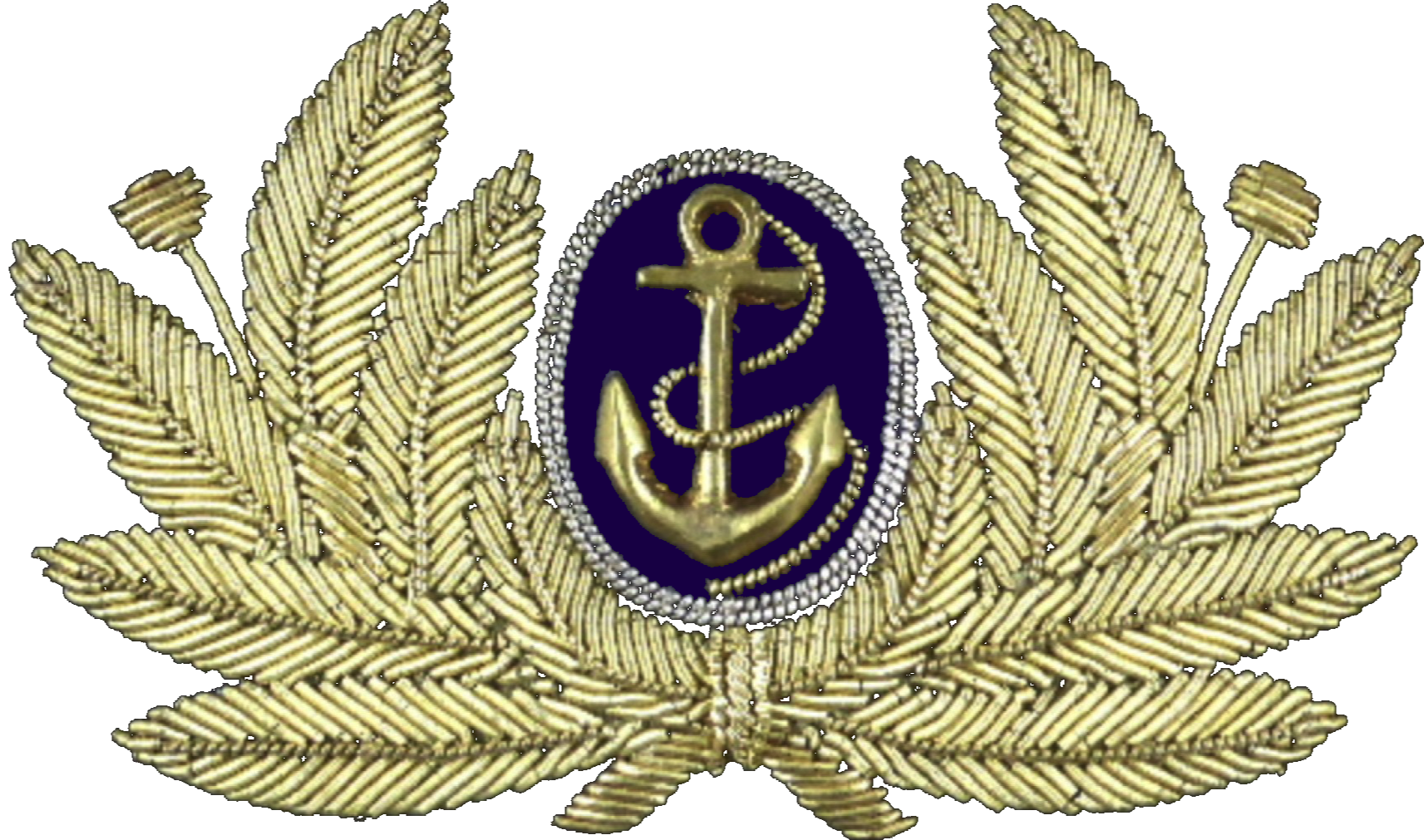
Офицерская кокарда ВМС на фуражку.